# 白色俄羅斯

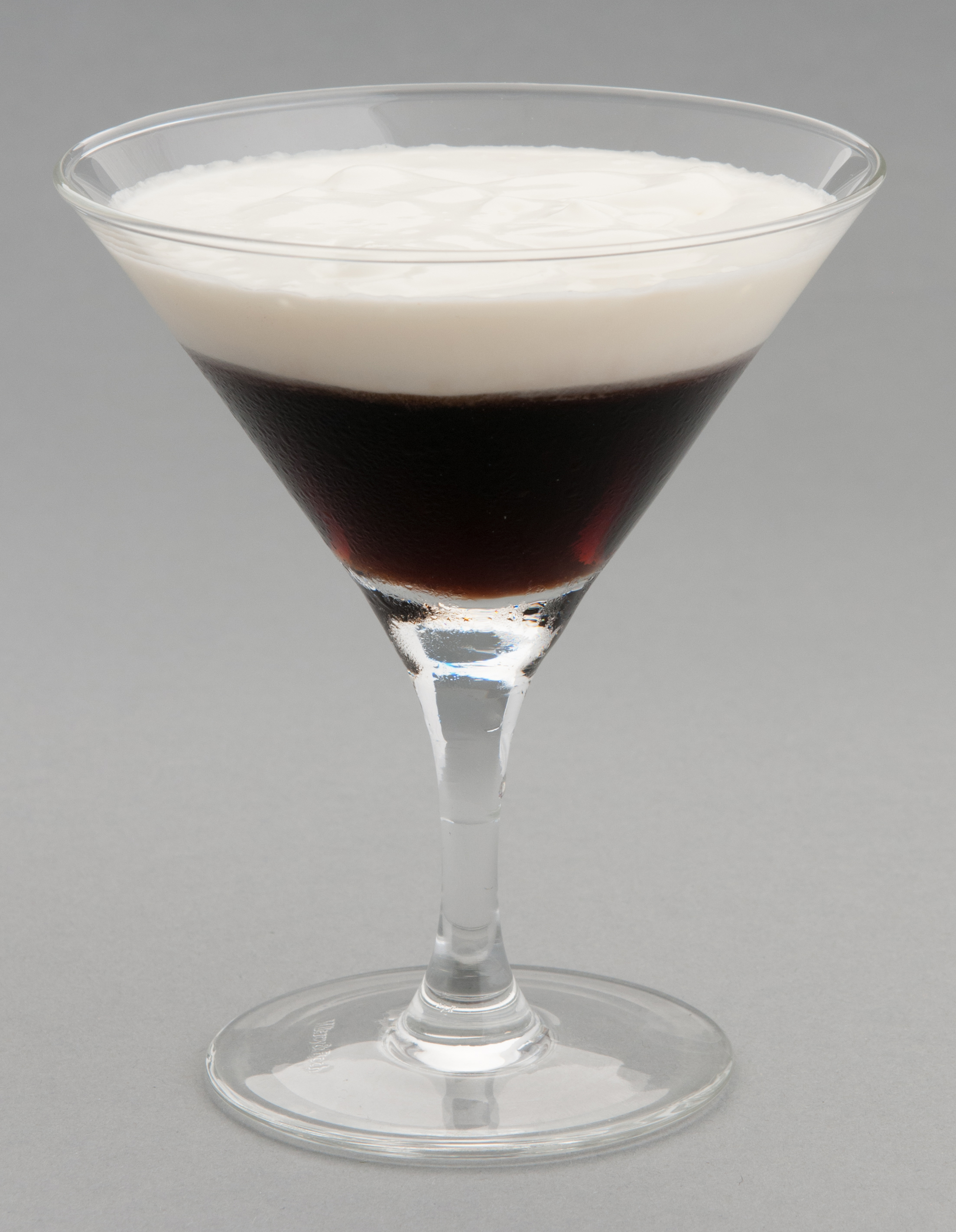
White Russian

白色俄羅斯（英語：White Russian）是一种白色的甜鸡尾酒。這是一款由伏特加、咖啡利口酒、和鮮奶油構成的調酒，和另一款調酒-黑色俄羅斯唯一的差別便是加鮮奶油與否，通常會用古典杯盛裝，並加入冰塊（長飲型調酒）。調製這杯酒時，將咖啡香甜酒和伏特加加入放有冰塊的古典杯中攪拌法拌勻，之後加入鮮奶油便完成，便出現上白下黑的顏色漸層，由飲用者自行攪拌均勻。此調酒度數在二三十度之間，但因甜味明顯，味道不辛辣，是一款像甜點一般的調酒。

## 調製方法
- 5 cl 伏特加
- 2 cl 咖啡利口酒
- 3 cl 新鮮的鮮奶油

製備
將咖啡利口酒和伏特加倒入裝有冰塊的古典杯中。將鮮奶油漂浮在上層，慢慢攪拌。

## 其他相关
- 黑色俄罗斯